# Goblin (album)
Goblin – drugi album studyjny amerykańskiego rapera Tylera, the Creatora, wydany 10 maja 2011 roku przez wytwórnię XL Recordings i zarazem drugi album ogólnie po mixtapie Bastard. Album wywołał kontrowersje przez m.in. wulgarne i kontrowersyjne teksty piosenek. Sam autor twierdzi, że po latach nie cierpi tego albumu.

## Lista utworów

### Wersja standardowa[4]
1. Goblin
2. Yonkers
3. Radicals
4. She (Feat. Frank Ocean)
5. Transylvania
6. Nightmare
7. Tron Cat
8. Her
9. Sandwitches (Feat. Hodgy Beats)
10. Fish/Boppin Bitch
11. Analog (Feat. Hodgy Beats)
12. Bitch Suck Dick (Feat. Jasper Dolphin & Taco)
13. Window (Feat. Domo Genesis, Frank Ocean, Hodgy Beats & Mike G)
14. AU79
15. Golden

### Wersja deluxe[5]

#### Płyta 1
1. Goblin
2. Yonkers
3. Radicals
4. She (Feat. Frank Ocean)
5. Transylvania
6. Nightmare
7. Tron Cat
8. Her
9. Sandwitches (Feat. Hodgy Beats)
10. Fish/Boppin Bitch
11. Analog (Feat. Hodgy Beats)
12. Bitch Suck Dick (Feat. Jasper Dolphin & Taco)
13. Window (Feat. Domo Genesis, Frank Ocean, Hodgy Beats & Mike G)
14. AU79
15. Golden

#### Płyta 2
1. Burger
2. Untitled 63
3. Steak Sauce